# Upsilon2 Hydrae
Título a ser usado para criar uma ligação interna é Upsilon2 Hydrae.
Upsilon2 Hydrae (40 Hydrae) é uma estrela na direção da constelação de Hydra. Possui uma ascensão reta de 10h 05m 07.49s e uma declinação de −13° 03′ 52.8″. Sua magnitude aparente é igual a 4.60. Considerando sua distância de 277 anos-luz em relação à Terra, sua magnitude absoluta é igual a −0.05. Pertence à classe espectral B8V.